# 베셀리나 카사로바

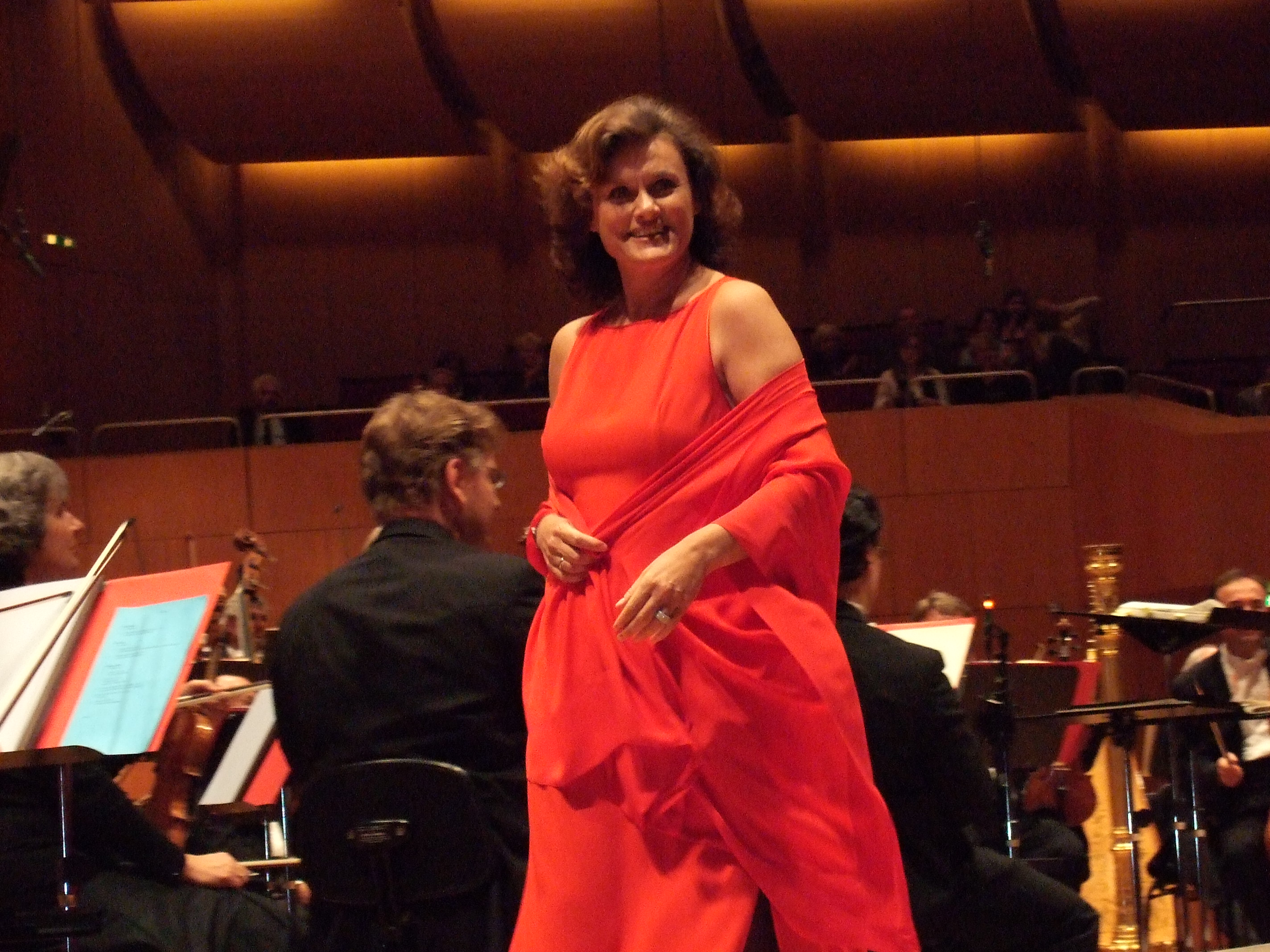
Vesselina Kasarova (2007)

베셀리나 카사로바(불가리아어: Веселина Кацарова, 1965년 7월 18일 ~ )는 불가리아의 메조소프라노 가수이다.